# 北沟街道
北沟街道，是中华人民共和国吉林省四平市铁西区下辖的一个乡镇级行政单位。

## 行政区划
北沟街道下辖以下地区：
北河社区、北郊社区、前锋社区、西二里社区、一道口社区、北沟社区和北铁社区。